# 박스권
박스권(rectangle pattern)이란 주식 시장에서 주가흐름 또는 주가 지수가 일정한 가격 범위 안에서 오르고 내리기를 반복하는 움직임을 나타낼 때 그 가격의 범위와 폭을 말한다. 이는 주식 가격이 틀 안에 갇혀있어서 상승이나 하락이라는 뚜렷한 방향을 가지 않는 것을 뜻한다.
박스권이 생기는 이유는 주가가 올라가야 하는지, 내려가야 하는지를 두고 탐색전을 벌이는 경우와 매수세와 매도세가 서로 주가의 방향을 놓고 싸움을 벌이면서 발생하는 경우로 볼 수 있다.